# Interlands Deens voetbalelftal 1930-1939
Deze pagina toont een chronologisch en gedetailleerd overzicht van de interlands die het Deens voetbalelftal heeft gespeeld in de periode 1930 – 1939.

## Interlands

### 1930
|                                                                                |                     |       |                                                                                                  |                                                                                    |
| 16 juni Noords Kampioenschap 1929/32 № 74 «onderlinge duels» 19:00 uur (UTC+2) | Finland             | 1 – 6 | Denemarken                                                                                       | Töölön Pallokenttä, Helsinki Toeschouwers: 6.500 Scheidsrechter: Carl Olsson (SWE) |
| 16 juni Noords Kampioenschap 1929/32 № 74 «onderlinge duels» 19:00 uur (UTC+2) | William Kanerva 88' |       | 1' Henry Hansen 13' Eyolf Kleven 17', 50' Kaj Uldaler 60' Svend Aage Eriksen 63' Pauli Jørgensen | Töölön Pallokenttä, Helsinki Toeschouwers: 6.500 Scheidsrechter: Carl Olsson (SWE) |

|                                                                                | |       |                  |                                                                                               |
| 22 juni Noords Kampioenschap 1929/32 № 75 «onderlinge duels» 13:30 uur (UTC+1) | Denemarken                                                                                           | 6 – 1 | Zweden           | Københavns Idrætspark, Kopenhagen Toeschouwers: 28.000 Scheidsrechter: Karl Weingärtner (GER) |
| 22 juni Noords Kampioenschap 1929/32 № 75 «onderlinge duels» 13:30 uur (UTC+1) | Pauli Jørgensen 17', 65', 88' Svend Aage Eriksen 45' Eyolf Kleven 79' Knud Christophersen 90' (pen.) |       | 66' John Nilsson | Københavns Idrætspark, Kopenhagen Toeschouwers: 28.000 Scheidsrechter: Karl Weingärtner (GER) |

|                                                                         |                                                                                                |       |                                                     |                                                                                          |
| 7 september Vriendschappelijk № 76 «onderlinge duels» 15:30 uur (UTC+1) | Denemarken                                                                                     | 6 – 3 | Duitsland                                           | Københavns Idrætspark, Kopenhagen Toeschouwers: 21.000 Scheidsrechter: Carl Olsson (SWE) |
| 7 september Vriendschappelijk № 76 «onderlinge duels» 15:30 uur (UTC+1) | Eyolf Kleven 1' Pauli Jørgensen 13', 58', 90' Ernst Nilsson 30' Knud Christophersen 55' (pen.) |       | 25' Richard Hofmann 37' Willi Kund 68' Karl Hohmann | Københavns Idrætspark, Kopenhagen Toeschouwers: 21.000 Scheidsrechter: Carl Olsson (SWE) |

|                                                                                     |                   |       |            |                                                                                     |
| 21 september Noords Kampioenschap 1929/32 № 77 «onderlinge duels» 13:00 uur (UTC+1) | Noorwegen         | 1 – 0 | Denemarken | Ullevaalstadion, Oslo Toeschouwers: 27.000 Scheidsrechter: Harvid Abrahamsson (SWE) |
| 21 september Noords Kampioenschap 1929/32 № 77 «onderlinge duels» 13:00 uur (UTC+1) | Kåre Kongsvik 82' |       |            | Ullevaalstadion, Oslo Toeschouwers: 27.000 Scheidsrechter: Harvid Abrahamsson (SWE) |

### 1931
|                                                                               |                          |       |                                                |                                                                                           |
| 25 mei Noords Kampioenschap 1929/32 № 78 «onderlinge duels» 13:30 uur (UTC+1) | Denemarken               | 3 – 1 | Noorwegen                                      | Københavns Idrætspark, Kopenhagen Toeschouwers: 25.000 Scheidsrechter: Willy Guyenz (GER) |
| 25 mei Noords Kampioenschap 1929/32 № 78 «onderlinge duels» 13:30 uur (UTC+1) | Pauli Jørgensen 69', 73' |       | 43' Jørgen Juve 84' (pen.) Knud Christophersen | Københavns Idrætspark, Kopenhagen Toeschouwers: 25.000 Scheidsrechter: Willy Guyenz (GER) |

|                                                                     |            |                        |           |                                                                                          |
| 14 juni Vriendschappelijk № 79 «onderlinge duels» 13:30 uur (UTC+1) | Denemarken | 0 – 2                  | Nederland | Københavns Idrætspark, Kopenhagen Toeschouwers: 20.000 Scheidsrechter: Carl Olsson (SWE) |
| 14 juni Vriendschappelijk № 79 «onderlinge duels» 13:30 uur (UTC+1) |            | 57', 61' Wim Lagendaal |           | Københavns Idrætspark, Kopenhagen Toeschouwers: 20.000 Scheidsrechter: Carl Olsson (SWE) |

|                                                                     |                                               |       |                     |                                                                                       |
| 28 juni Vriendschappelijk № 80 «onderlinge duels» 14:00 uur (UTC+1) | Zweden                                        | 3 – 1 | Denemarken          | Olympisch Stadion, Stockholm Toeschouwers: 20.000 Scheidsrechter: Alfred Birlem (GER) |
| 28 juni Vriendschappelijk № 80 «onderlinge duels» 14:00 uur (UTC+1) | Rolf Gardtman 47' Sven Rydell 76', 88' (pen.) |       | 19' Pauli Jørgensen | Olympisch Stadion, Stockholm Toeschouwers: 20.000 Scheidsrechter: Alfred Birlem (GER) |

|                                                                          |                                                 |       |                                      |                                                                                             |
| 27 september Vriendschappelijk № 81 «onderlinge duels» 15:30 uur (UTC+1) | Duitsland                                       | 4 – 2 | Denemarken                           | Stadion der Stadt Hannover, Hannover Toeschouwers: 30.000 Scheidsrechter: Adolf Miesz (AUT) |
| 27 september Vriendschappelijk № 81 «onderlinge duels» 15:30 uur (UTC+1) | Ernst Kuzorra 19' Richard Hofmann 41', 45', 78' |       | 3' Ernst Nilsson 31' Pauli Jørgensen | Stadion der Stadt Hannover, Hannover Toeschouwers: 30.000 Scheidsrechter: Adolf Miesz (AUT) |

|                                                                                   |                                          |       |                                           |                                                                                          |
| 11 oktober Noords Kampioenschap 1929/32 № 82 «onderlinge duels» 13:30 uur (UTC+1) | Denemarken                               | 2 – 3 | Finland                                   | Københavns Idrætspark, Kopenhagen Toeschouwers: 22.000 Scheidsrechter: Ivan Eklind (SWE) |
| 11 oktober Noords Kampioenschap 1929/32 № 82 «onderlinge duels» 13:30 uur (UTC+1) | Kaj Uldaler 20' Jarl Malmgren 23' (e.d.) |       | 40', 77' Olof Strömsten 86' Gunnar Åström | Københavns Idrætspark, Kopenhagen Toeschouwers: 22.000 Scheidsrechter: Ivan Eklind (SWE) |

### 1932
|                                                                    |                                                              |       |                                              |                                                                                          |
| 5 juni Vriendschappelijk № 83 «onderlinge duels» 13:00 uur (UTC+1) | Denemarken                                                   | 3 – 4 | België                                       | Københavns Idrætspark, Kopenhagen Toeschouwers: 17.000 Scheidsrechter: Bjarne Bech (NOR) |
| 5 juni Vriendschappelijk № 83 «onderlinge duels» 13:00 uur (UTC+1) | Henry Hansen 23' Knud Christophersen 49' Pauli Jørgensen 54' |       | 58', 62', 70' Jean Capelle 67' Jos Van Beeck | Københavns Idrætspark, Kopenhagen Toeschouwers: 17.000 Scheidsrechter: Bjarne Bech (NOR) |

|                                                                                |                                                        |       |                |                                                                                           |
| 19 juni Noords Kampioenschap 1929/32 № 84 «onderlinge duels» 13:00 uur (UTC+1) | Denemarken                                             | 3 – 1 | Zweden         | Københavns Idrætspark, Kopenhagen Toeschouwers: 28.000 Scheidsrechter: Moritz Fuchs (GER) |
| 19 juni Noords Kampioenschap 1929/32 № 84 «onderlinge duels» 13:00 uur (UTC+1) | Henry Hansen 4' Svend Petersen 23' Pauli Jørgensen 80' |       | 13' Knut Kroon | Københavns Idrætspark, Kopenhagen Toeschouwers: 28.000 Scheidsrechter: Moritz Fuchs (GER) |

|                                                                                    |                                                |       |                          |                                                                                      |
| 30 augustus Noords Kampioenschap 1929/32 № 85 «onderlinge duels» 18:00 uur (UTC+2) | Finland                                        | 4 – 2 | Denemarken               | Töölön Pallokenttä, Helsinki Toeschouwers: 7.500 Scheidsrechter: Elias Englund (SWE) |
| 30 augustus Noords Kampioenschap 1929/32 № 85 «onderlinge duels» 18:00 uur (UTC+2) | Jarl Malmgren 26', 55' Nuutti Lintamo 35', 70' |       | 19', 63' Pauli Jørgensen | Töölön Pallokenttä, Helsinki Toeschouwers: 7.500 Scheidsrechter: Elias Englund (SWE) |

|                                                                                     |                 |       |                                      |                                                                           |
| 25 september Noords Kampioenschap 1929/32 № 86 «onderlinge duels» 13:15 uur (UTC+1) | Noorwegen       | 1 – 2 | Denemarken                           | Ullevaalstadion, Oslo Toeschouwers: 32.400 Scheidsrechter: Reg Rudd (ENG) |
| 25 september Noords Kampioenschap 1929/32 № 86 «onderlinge duels» 13:15 uur (UTC+1) | Jørgen Juve 69' |       | 35' Pauli Jørgensen 61' Henry Hansen | Ullevaalstadion, Oslo Toeschouwers: 32.400 Scheidsrechter: Reg Rudd (ENG) |

|                                                                       |                                                                     |       |           |                                                                                          |
| 9 oktober Vriendschappelijk № 87 «onderlinge duels» 13:30 uur (UTC+1) | Denemarken                                                          | 3 – 1 | Schotland | Københavns Idrætspark, Kopenhagen Toeschouwers: 20.000 Scheidsrechter: Ivan Eklind (SWE) |
| 9 oktober Vriendschappelijk № 87 «onderlinge duels» 13:30 uur (UTC+1) | Pauli Jørgensen 23' Knud Christophersen 36' (pen.) Georg Taarup 74' |       | ?         | Københavns Idrætspark, Kopenhagen Toeschouwers: 20.000 Scheidsrechter: Ivan Eklind (SWE) |

### 1933
|                                                                                |                                       |       |                          |                                                                                          |
| 11 juni Noords Kampioenschap 1933/36 № 88 «onderlinge duels» 13:30 uur (UTC+1) | Denemarken                            | 2 – 2 | Noorwegen                | Københavns Idrætspark, Kopenhagen Toeschouwers: 28.000 Scheidsrechter: Ivan Eklind (SWE) |
| 11 juni Noords Kampioenschap 1933/36 № 88 «onderlinge duels» 13:30 uur (UTC+1) | Eigil Thielsen 14' Eigil Thielsen 35' |       | 33' (37) Ragnar Pedersen | Københavns Idrætspark, Kopenhagen Toeschouwers: 28.000 Scheidsrechter: Ivan Eklind (SWE) |

|                                                                                |                         |       |                                           |                                                                                        |
| 18 juni Noords Kampioenschap 1933/36 № 89 «onderlinge duels» 14:00 uur (UTC+1) | Zweden                  | 2 – 3 | Denemarken                                | Olympisch Stadion, Stockholm Toeschouwers: 20.297 Scheidsrechter: Karl Wunderlin (SUI) |
| 18 juni Noords Kampioenschap 1933/36 № 89 «onderlinge duels» 14:00 uur (UTC+1) | Bertil Ericsson 7', 20' |       | 27' Pauli Jørgensen 57', 82' Eyolf Kleven | Olympisch Stadion, Stockholm Toeschouwers: 20.297 Scheidsrechter: Karl Wunderlin (SUI) |

|                                                                                  |                                  |       |         |                                                                                                  |
| 8 oktober Noords Kampioenschap 1933/36 № 90 «onderlinge duels» 13:30 uur (UTC+1) | Denemarken                       | 2 – 0 | Finland | Københavns Idrætspark, Kopenhagen Toeschouwers: 24.000 Scheidsrechter: Thoralf Kristiansen (NOR) |
| 8 oktober Noords Kampioenschap 1933/36 № 90 «onderlinge duels» 13:30 uur (UTC+1) | Georg Taarup 30' Kaj Uldaler 57' |       |         | Københavns Idrætspark, Kopenhagen Toeschouwers: 24.000 Scheidsrechter: Thoralf Kristiansen (NOR) |

|                                                                       |                                            |       |                     |                                                                                   |
| 26 november Vriendschappelijk № 91 «onderlinge duels» 14:00 uur (UTC) | Denemarken                                 | 2 – 2 | België              | Jubelstadion, Brussel Toeschouwers: 15.000 Scheidsrechter: Joop van Moorsel (NED) |
| 26 november Vriendschappelijk № 91 «onderlinge duels» 14:00 uur (UTC) | Louis Versyp 44' Stanley Van den Eynde 49' |       | 8', 34' Kaj Uldaler | Jubelstadion, Brussel Toeschouwers: 15.000 Scheidsrechter: Joop van Moorsel (NED) |

### 1934
|                                                                    |                                              |       |                       |                                                                                       |
| 21 mei Vriendschappelijk № 92 «onderlinge duels» 13:30 uur (UTC+1) | Denemarken                                   | 4 – 2 | Polen                 | Københavns Idrætspark, Kopenhagen Toeschouwers: 15.000 Scheidsrechter: Reg Rudd (ENG) |
| 21 mei Vriendschappelijk № 92 «onderlinge duels» 13:30 uur (UTC+1) | Kaj Uldaler 8', 36' Pauli Jørgensen 48', 74' |       | 50', 75' Józef Nawrot | Københavns Idrætspark, Kopenhagen Toeschouwers: 15.000 Scheidsrechter: Reg Rudd (ENG) |

|                                                                                |                                         |       |                                                    |                                                                                                  |
| 17 juni Noords Kampioenschap 1933/36 № 93 «onderlinge duels» 13:30 uur (UTC+1) | Denemarken                              | 3 – 5 | Zweden                                             | Københavns Idrætspark, Kopenhagen Toeschouwers: 28.000 Scheidsrechter: Thoralf Kristiansen (NOR) |
| 17 juni Noords Kampioenschap 1933/36 № 93 «onderlinge duels» 13:30 uur (UTC+1) | Kaj Uldaler 5' Pauli Jørgensen 40', 48' |       | 6', 35', 60', 62' Bertil Ericsson 23' Erik Persson | Københavns Idrætspark, Kopenhagen Toeschouwers: 28.000 Scheidsrechter: Thoralf Kristiansen (NOR) |

|                                                                               |                   |       |                                     |                                                                                        |
| 3 juli Noords Kampioenschap 1933/36 № 94 «onderlinge duels» 19:00 uur (UTC+2) | Finland           | 2 – 1 | Denemarken                          | Töölön Pallokenttä, Helsinki Toeschouwers: 5.722 Scheidsrechter: Georg Wittboldt (SWE) |
| 3 juli Noords Kampioenschap 1933/36 № 94 «onderlinge duels» 19:00 uur (UTC+2) | Lauri Taipale 19' |       | 30' Carl Lundsteen 63' Holger Salin | Töölön Pallokenttä, Helsinki Toeschouwers: 5.722 Scheidsrechter: Georg Wittboldt (SWE) |

|                                                                                     |                                           |       |                    |                                                                              |
| 23 september Noords Kampioenschap 1933/36 № 95 «onderlinge duels» 13:15 uur (UTC+1) | Noorwegen                                 | 3 – 1 | Denemarken         | Ullevaalstadion, Oslo Toeschouwers: 29.000 Scheidsrechter: Ivan Eklind (SWE) |
| 23 september Noords Kampioenschap 1933/36 № 95 «onderlinge duels» 13:15 uur (UTC+1) | Sverre Berglie 62' Sverre Hansen 78', 88' |       | 57' Carl Lundsteen | Ullevaalstadion, Oslo Toeschouwers: 29.000 Scheidsrechter: Ivan Eklind (SWE) |

|                                                                       |                                     |       |                                             |                                                                                               |
| 7 oktober Vriendschappelijk № 96 «onderlinge duels» 13:30 uur (UTC+1) | Denemarken                          | 2 – 5 | Duitsland                                   | Københavns Idrætspark, Kopenhagen Toeschouwers: 30.000 Scheidsrechter: Ragnar Bäckström (SWE) |
| 7 oktober Vriendschappelijk № 96 «onderlinge duels» 13:30 uur (UTC+1) | Carl Lundsteen 55' Karl Hohmann 86' |       | 45', 60', 88' Josef Fath 63' Otto Rohwedder | Københavns Idrætspark, Kopenhagen Toeschouwers: 30.000 Scheidsrechter: Ragnar Bäckström (SWE) |

### 1935
|                                                                                |                                                       |       |                     |                                                                         |
| 16 juni Noords Kampioenschap 1933/36 № 97 «onderlinge duels» 13:00 uur (UTC+1) | Zweden                                                | 3 – 1 | Denemarken          | Ullevi, Göteborg Toeschouwers: 28.336 Scheidsrechter: Albert Fogg (ENG) |
| 16 juni Noords Kampioenschap 1933/36 № 97 «onderlinge duels» 13:00 uur (UTC+1) | Karl Erik Grahn 44' Sven Jonasson 54' Åke Hallman 83' |       | 34' Pauli Jørgensen | Ullevi, Göteborg Toeschouwers: 28.336 Scheidsrechter: Albert Fogg (ENG) |

|                                                                                |                          |       |           |                                                                                           |
| 23 juni Noords Kampioenschap 1933/36 № 98 «onderlinge duels» 13:30 uur (UTC+1) | Denemarken               | 1 – 0 | Noorwegen | Københavns Idrætspark, Kopenhagen Toeschouwers: 28.000 Scheidsrechter: Esko Pekonen (FIN) |
| 23 juni Noords Kampioenschap 1933/36 № 98 «onderlinge duels» 13:30 uur (UTC+1) | Thøger Nordbø 28' (e.d.) |       |           | Københavns Idrætspark, Kopenhagen Toeschouwers: 28.000 Scheidsrechter: Esko Pekonen (FIN) |

|                                                                                  |                                               |       |                                                       |                                                                                           |
| 6 oktober Noords Kampioenschap 1933/36 № 99 «onderlinge duels» 13:30 uur (UTC+1) | Denemarken                                    | 5 – 1 | Finland                                               | Københavns Idrætspark, Denemarken Toeschouwers: .000 Scheidsrechter: John Johansson (SWE) |
| 6 oktober Noords Kampioenschap 1933/36 № 99 «onderlinge duels» 13:30 uur (UTC+1) | Eigil Thielsen 8' Kaj Uldaler 37', 41' (pen.) |       | 48' Ernst Grönlund 51' Knud Sørensen 59' Eyolf Kleven | Københavns Idrætspark, Denemarken Toeschouwers: .000 Scheidsrechter: John Johansson (SWE) |

|                                                                            |                                               |       |            |                                                                                      |
| 3 november Vriendschappelijk № 100 «onderlinge duels» 14:00 uur (UTC+1:20) | Nederland                                     | 3 – 0 | Denemarken | Olympisch Stadion, Amsterdam Toeschouwers: 40.000 Scheidsrechter: Jimmy Jewell (ENG) |
| 3 november Vriendschappelijk № 100 «onderlinge duels» 14:00 uur (UTC+1:20) | Kick Smit 13' Beb Bakhuijs 62' Frank Wels 66' |       |            | Olympisch Stadion, Amsterdam Toeschouwers: 40.000 Scheidsrechter: Jimmy Jewell (ENG) |

### 1936
|                                                                                 |                                                                                     |       |                                                                   |                                                                                                  |
| 14 juni Noords Kampioenschap 1933/36 № 101 «onderlinge duels» 13:30 uur (UTC+1) | Denemarken                                                                          | 4 – 3 | Zweden                                                            | Københavns Idrætspark, Denemarken Toeschouwers: 32.000 Scheidsrechter: Thoralf Kristiansen (NOR) |
| 14 juni Noords Kampioenschap 1933/36 № 101 «onderlinge duels» 13:30 uur (UTC+1) | Helmuth Søbirk 11' Sven Andersson 41' (e.d.) Pauli Jørgensen 47' Eigil Thielsen 81' |       | 2' (e.d.) Poul Toft Jensen 15' Sven Jonasson 76' Gustaf Josefsson | Københavns Idrætspark, Denemarken Toeschouwers: 32.000 Scheidsrechter: Thoralf Kristiansen (NOR) |

|                                                                                 |                  |       |                                                          |                                                                                       |
| 30 juni Noords Kampioenschap 1933/36 № 102 «onderlinge duels» 19:00 uur (UTC+2) | Finland          | 1 – 4 | Denemarken                                               | Töölön Pallokenttä, Helsinki Toeschouwers: 8.357 Scheidsrechter: Sölve Flisberg (SWE) |
| 30 juni Noords Kampioenschap 1933/36 № 102 «onderlinge duels» 19:00 uur (UTC+2) | Holger Salin 17' |       | 65', 81' Pauli Jørgensen 77' Eyolf Kleven 89' Kaj Hansen | Töölön Pallokenttä, Helsinki Toeschouwers: 8.357 Scheidsrechter: Sölve Flisberg (SWE) |

|                                                                                      |                                                   |       |                                                                  |                                                                                   |
| 20 september Noords Kampioenschap 1933/36 № 103 «onderlinge duels» 13:15 uur (UTC+1) | Noorwegen                                         | 3 – 3 | Denemarken                                                       | Ullevaalstadion, Oslo Toeschouwers: 29.000 Scheidsrechter: Karl Weingärtner (GER) |
| 20 september Noords Kampioenschap 1933/36 № 103 «onderlinge duels» 13:15 uur (UTC+1) | Arne Brustad 8' Odd Frantzen 11' Odd Frantzen 78' |       | 14' Helmuth Søbirk 49' Pauli Jørgensen 67' (pen.) Helmuth Søbirk | Ullevaalstadion, Oslo Toeschouwers: 29.000 Scheidsrechter: Karl Weingärtner (GER) |

|                                                                        |                      |       |                |                                                                                           |
| 4 oktober Vriendschappelijk № 104 «onderlinge duels» 13:30 uur (UTC+1) | Denemarken           | 2 – 1 | Polen          | Københavns Idrætspark, Denemarken Toeschouwers: 18.000 Scheidsrechter: Willy Peters (GER) |
| 4 oktober Vriendschappelijk № 104 «onderlinge duels» 13:30 uur (UTC+1) | Carl Stoltz 50', 66' |       | 22' Hubert Gad | Københavns Idrætspark, Denemarken Toeschouwers: 18.000 Scheidsrechter: Willy Peters (GER) |

### 1937
|                                                                     |                                                                                        |       |            |                                                                                        |
| 16 mei Vriendschappelijk № 105 «onderlinge duels» 16:00 uur (UTC+1) | Duitsland                                                                              | 8 – 0 | Denemarken | Hermann Göringstadion, Breslau Toeschouwers: 40.000 Scheidsrechter: Gustav Krist (TCH) |
| 16 mei Vriendschappelijk № 105 «onderlinge duels» 16:00 uur (UTC+1) | Ernst Lehner 8' Otto Siffling 32', 40', 44', 47', 65' Adolf Urban 71' Fritz Szepan 77' |       |            | Hermann Göringstadion, Breslau Toeschouwers: 40.000 Scheidsrechter: Gustav Krist (TCH) |

|                                                                                 |                                                                             |       |                   |                                                                                           |
| 13 juni Noords Kampioenschap 1937/47 № 106 «onderlinge duels» 19:30 uur (UTC+1) | Denemarken                                                                  | 5 – 1 | Noorwegen         | Københavns Idrætspark, Kopenhagen Toeschouwers: 22.000 Scheidsrechter: Willy Peters (GER) |
| 13 juni Noords Kampioenschap 1937/47 № 106 «onderlinge duels» 19:30 uur (UTC+1) | Eyolf Kleven 20' Helmuth Søbirk 30', 59' Kaj Hansen 64' 89' Peder Rasmussen |       | 23' Alf Martinsen | Københavns Idrætspark, Kopenhagen Toeschouwers: 22.000 Scheidsrechter: Willy Peters (GER) |

|                                                                           |                                                           |       |                    | |
| 12 september Vriendschappelijk № 107 «onderlinge duels» 16:00 uur (UTC+1) | Polen                                                     | 3 – 1 | Denemarken         | Stadion Wojska Polskiego imienia Marszałka Józefa Piłsudskiego, Warschau Toeschouwers: 20.000 Scheidsrechter: Alfred Birlem (GER) |
| 12 september Vriendschappelijk № 107 «onderlinge duels» 16:00 uur (UTC+1) | Ernest Wilimowski 11' Władysław Król 27' Ryszard Piec 56' |       | 12' Jørgen Iversen | Stadion Wojska Polskiego imienia Marszałka Józefa Piłsudskiego, Warschau Toeschouwers: 20.000 Scheidsrechter: Alfred Birlem (GER) |

|                                                                                   |                  |       |                                      |                                                                               |
| 3 oktober Noords Kampioenschap 1937/47 № 108 «onderlinge duels» 14:00 uur (UTC+1) | Zweden           | 1 – 2 | Denemarken                           | Råsundastadion, Solna Toeschouwers: 38.259 Scheidsrechter: Jimmy Jewell (ENG) |
| 3 oktober Noords Kampioenschap 1937/47 № 108 «onderlinge duels» 14:00 uur (UTC+1) | Erik Persson 86' |       | 18' Knud Andersen 53' Helmuth Søbirk | Råsundastadion, Solna Toeschouwers: 38.259 Scheidsrechter: Jimmy Jewell (ENG) |

|                                                                                    |                                      |       |                 |                                                                                            |
| 17 oktober Noords Kampioenschap 1937/47 № 109 «onderlinge duels» 13:30 uur (UTC+1) | Denemarken                           | 2 – 1 | Finland         | Københavns Idrætspark, Denemarken Toeschouwers: 27.000 Scheidsrechter: Alfred Birlem (GER) |
| 17 oktober Noords Kampioenschap 1937/47 № 109 «onderlinge duels» 13:30 uur (UTC+1) | Knud Andersen 48' Alex Friedmann 58' |       | 24' Eino Mäkelä | Københavns Idrætspark, Denemarken Toeschouwers: 27.000 Scheidsrechter: Alfred Birlem (GER) |

### 1938
|                                                                                 |            |                 |        |                                                                                                  |
| 21 juni Noords Kampioenschap 1937/47 № 110 «onderlinge duels» 19:00 uur (UTC+1) | Denemarken | 0 – 1           | Zweden | Københavns Idrætspark, Denemarken Toeschouwers: 38.260 Scheidsrechter: Thoralf Kristiansen (NOR) |
| 21 juni Noords Kampioenschap 1937/47 № 110 «onderlinge duels» 19:00 uur (UTC+1) |            | 35' Arne Nyberg |        | Københavns Idrætspark, Denemarken Toeschouwers: 38.260 Scheidsrechter: Thoralf Kristiansen (NOR) |

|                                                                                     |                                       |       |                   |                                                                                      |
| 31 augustus Noords Kampioenschap 1937/47 № 111 «onderlinge duels» 18:00 uur (UTC+2) | Finland                               | 2 – 1 | Denemarken        | Töölön Pallokenttä, Helsinki Toeschouwers: 11.368 Scheidsrechter: Rudolf Eklöw (SWE) |
| 31 augustus Noords Kampioenschap 1937/47 № 111 «onderlinge duels» 18:00 uur (UTC+2) | Nuutti Lintamo 15' Aatos Lehtonen 46' |       | 59' Arne Sørensen | Töölön Pallokenttä, Helsinki Toeschouwers: 11.368 Scheidsrechter: Rudolf Eklöw (SWE) |

|                                                                                      |                    |       |                |                                                                               |
| 18 september Noords Kampioenschap 1937/47 № 122 «onderlinge duels» 13:15 uur (UTC+1) | Noorwegen          | 1 – 1 | Denemarken     | Ullevaalstadion, Oslo Toeschouwers: 33.065 Scheidsrechter: Rudolf Eklöw (SWE) |
| 18 september Noords Kampioenschap 1937/47 № 122 «onderlinge duels» 13:15 uur (UTC+1) | Trygve Arnesen 33' |       | 42' Kaj Hansen | Ullevaalstadion, Oslo Toeschouwers: 33.065 Scheidsrechter: Rudolf Eklöw (SWE) |

|                                                                         |                                           |       |                                           |                                                                                              |
| 23 oktober Vriendschappelijk № 113 «onderlinge duels» 13:30 uur (UTC+1) | Denemarken                                | 2 – 2 | Nederland                                 | Københavns Idrætspark, Denemarken Toeschouwers: 21.000 Scheidsrechter: Thorleif Nordbø (NOR) |
| 23 oktober Vriendschappelijk № 113 «onderlinge duels» 13:30 uur (UTC+1) | Kaj Uldaler 12' Reinholdt Christensen 83' |       | 4' Gerard van Leur 20' Frens van der Veen | Københavns Idrætspark, Denemarken Toeschouwers: 21.000 Scheidsrechter: Thorleif Nordbø (NOR) |

### 1939
|                                                                                                  |                                                                       |       |         |                                                                                           |
| 15 juni Toernooi 50-jarig jubileum Deense voetbalbond № 114 «onderlinge duels» 19:00 uur (UTC+1) | Denemarken                                                            | 5 – 0 | Finland | Københavns Idrætspark, Denemarken Toeschouwers: 19.000 Scheidsrechter: Willy Peters (GER) |
| 15 juni Toernooi 50-jarig jubileum Deense voetbalbond № 114 «onderlinge duels» 19:00 uur (UTC+1) | Eigil Thielsen 16' (pen.) Kaj Hansen 35', 58' Helmuth Søbirk 42', 54' |       |         | Københavns Idrætspark, Denemarken Toeschouwers: 19.000 Scheidsrechter: Willy Peters (GER) |

|                                                                                                  |                                                                                           |       |                                                      |                                                                                            |
| 18 juni Toernooi 50-jarig jubileum Deense voetbalbond № 115 «onderlinge duels» 13:30 uur (UTC+1) | Denemarken                                                                                | 6 – 3 | Noorwegen                                            | Københavns Idrætspark, Kopenhagen Toeschouwers: 37.000 Scheidsrechter: Alfred Birlem (GER) |
| 18 juni Toernooi 50-jarig jubileum Deense voetbalbond № 115 «onderlinge duels» 13:30 uur (UTC+1) | Pauli Jørgensen 3', 54', 80' Eigil Thielsen 17' Arne Sørensen 48' Walther Christensen 57' |       | 14' Odd Frantzen 25' Arne Brustad 41' Reidar Kvammen | Københavns Idrætspark, Kopenhagen Toeschouwers: 37.000 Scheidsrechter: Alfred Birlem (GER) |

|                                                                      |            |                                  |           | |
| 25 juni Vriendschappelijk № 116 «onderlinge duels» 13:30 uur (UTC+1) | Denemarken | 0 – 2                            | Duitsland | Københavns Idrætspark, Kopenhagen Toeschouwers: 30.000 Scheidsrechter: Reidar Randers Johansen (NOR) |
| 25 juni Vriendschappelijk № 116 «onderlinge duels» 13:30 uur (UTC+1) |            | 8' Jupp Gauchel 76' Edmund Conen |           | Københavns Idrætspark, Kopenhagen Toeschouwers: 30.000 Scheidsrechter: Reidar Randers Johansen (NOR) |

|                                                                                      | |       |                      |                                                                                          |
| 17 september Noords Kampioenschap 1937/47 № 117 «onderlinge duels» 13:30 uur (UTC+1) | Denemarken | 8 – 1 | Finland              | Københavns Idrætspark, Denemarken Toeschouwers: 20.000 Scheidsrechter: Ivan Eklind (SWE) |
| 17 september Noords Kampioenschap 1937/47 № 117 «onderlinge duels» 13:30 uur (UTC+1) | Arno Nielsen 24' Oskar Theisen 39', 40', 89' Ragnar Lindbäck 48' (e.d.) Pauli Jørgensen 67' Svend Albrechtsen 77' Helmuth Søbirk 87' |       | 69' Holger Granström | Københavns Idrætspark, Denemarken Toeschouwers: 20.000 Scheidsrechter: Ivan Eklind (SWE) |

|                                                                                   |                                                                           |       |                    |                                                                                  |
| 1 oktober Noords Kampioenschap 1937/47 № 118 «onderlinge duels» 14:00 uur (UTC+1) | Zweden                                                                    | 4 – 1 | Denemarken         | Råsundastadion, Solna Toeschouwers: 22.698 Scheidsrechter: Kolbjørn Dæhlen (NOR) |
| 1 oktober Noords Kampioenschap 1937/47 № 118 «onderlinge duels» 14:00 uur (UTC+1) | Ragnar Lennartsson 40' Knut Johansson 43' Stig Nyström 58' Gösta Dahl 85' |       | 7' Pauli Jørgensen | Råsundastadion, Solna Toeschouwers: 22.698 Scheidsrechter: Kolbjørn Dæhlen (NOR) |

|                                                                                    |                                                                  |       |                     |                                                                                          |
| 22 oktober Noords Kampioenschap 1937/47 № 119 «onderlinge duels» 13:30 uur (UTC+1) | Denemarken                                                       | 4 – 1 | Noorwegen           | Københavns Idrætspark, Kopenhagen Toeschouwers: 27.000 Scheidsrechter: Ivan Eklind (SWE) |
| 22 oktober Noords Kampioenschap 1937/47 № 119 «onderlinge duels» 13:30 uur (UTC+1) | Svend Albrechtsen 6' Alex Friedmann 49' Pauli Jørgensen 68', 85' |       | 33' Knut Brynildsen | Københavns Idrætspark, Kopenhagen Toeschouwers: 27.000 Scheidsrechter: Ivan Eklind (SWE) |

België · Bulgarije · Denemarken · Duitsland · Engeland · Estland · Finland · Frankrijk · Griekenland · Hongarije · Ierland · Israël · Italië · Joegoslavië · Letland · Litouwen · Luxemburg · Nederland · Noord-Ierland · Noorwegen · Oostenrijk · Polen · Portugal · Roemenië · Schotland · Spanje · Tsjecho-Slowakije · Turkije · Wales · Zweden · Zwitserland
DBU · A-internationals · Selecties · Bondscoaches · Deens vrouwenelftal · Olympisch elftal · Denemarken U21 · Denemarken U20 · Denemarken U19 · Denemarken U18 · Denemarken U17 · Denemarken U16 · Vrouwen U17
1908 – 1919 ·
1920 – 1929 ·
1930 – 1939 ·
1940 – 1949 ·
1950 – 1959 ·
1960 – 1969 ·
1970 – 1979 ·
1980 – 1989 ·
1990 – 1999 ·
2000 – 2009 ·
2010 – 2019 ·
2020 − 2029
EK's: 1964 · 
1984 · 
1988 · 
1992 · 
1996 · 
2000 · 
2004 · 
2012 · 
2020 · 
2024
WK's: 1986 · 
1998 · 
2002 · 
2010 · 
2018 · 
2022
OS: 1908 · 
1912 · 
1920 · 
1948 · 
1952 · 
1960 · 
1972 · 
1992 · 
2016
1908 · 
1909 · 
1910 · 
1911 · 
1912 · 
1913 · 
1914 · 
1915 · 
1916 · 
1917 · 
1918 · 
1919 · 
1920 · 
1921 · 
1922 · 
1923 · 
1924 · 
1925 · 
1926 · 
1927 · 
1928 · 
1929 · 
1930 · 
1931 · 
1932 · 
1933 · 
1934 · 
1935 · 
1936 · 
1937 · 
1938 · 
1939 · 
1940 · 
1941 · 
1942 · 
1943 · 
1944 · 
1946 · 
1947 · 
1948 · 
1949 · 
1950 · 
1952 · 
1952 · 
1953 · 
1954 · 
1955 · 
1956 · 
1957 · 
1958 · 
1959 · 
1960 · 
1961 · 
1962 · 
1963 · 
1964 · 
1965 · 
1966 · 
1967 · 
1968 · 
1969 · 
1970 · 
1971 · 
1972 · 
1973 · 
1974 · 
1975 · 
1976 · 
1977 · 
1978 · 
1979 · 
1980 · 
1981 · 
1982 · 
1983 · 
1984 · 
1985 · 
1986 · 
1987 · 
1988 · 
1989 · 
1990 ·
1991 · 
1992 · 
1993 · 
1994 · 
1995 · 
1996 · 
1997 · 
1998 · 
1999 · 
2000 · 
2001 · 
2002 · 
2003 · 
2004 · 
2005 · 
2006 · 
2007 · 
2008 · 
2009 · 
2010 · 
2011 · 
2012 · 
2013 · 
2014 · 
2015 · 
2016 · 
2017 · 
2018 ·
2019 ·
2020 ·
2021 ·
2022 ·
2023
Albanië ·
Algerije ·
Argentinië ·
Armenië ·
Australië ·
België ·
Bermuda ·
Bosnië en Herzegovina · 
Brazilië ·
Bulgarije ·
Canada ·
Chili ·
Cyprus ·
DDR ·
Duitsland ·
Ecuador ·
Egypte ·
Engeland ·
Estland ·
Faeröer · 
Finland · 
Frankrijk ·
Gambia ·
Georgië ·
Ghana ·
Gibraltar ·
GOS ·
Griekenland ·
Honduras ·
Hongarije ·
Hongkong ·
Ierland ·
IJsland ·
Indonesië ·
Iran ·
Israël ·
Italië ·
Japan ·
Joegoslavië ·
Kameroen ·
Kazachstan ·
Kosovo · 
Kroatië · 
Letland ·
Liechtenstein ·
Litouwen ·
Luxemburg ·
Malta ·
Marokko ·
Mexico ·
Moldavië · 
Montenegro · 
Nederland ·
Nederlandse Antillen ·
Nigeria ·
Noord-Ierland ·
Noord-Macedonië ·
Noorwegen ·
Oekraïne ·
Oostenrijk ·
Panama ·
Paraguay ·
Peru ·
Polen ·
Portugal ·
Roemenië ·
Rusland ·
San Marino ·
Saoedi-Arabië ·
Schotland ·
Senegal ·
Servië ·
Singapore ·
Slovenië ·
Slowakije ·
Sovjet-Unie ·
Spanje ·
Suriname ·
Thailand ·
Togo · 
Tsjechië ·
Tsjecho-Slowakije ·
Tunesië · 
Turkije · 
Uruguay ·
Verenigde Arabische Emiraten ·
Verenigde Staten ·
Wales ·
Wit-Rusland ·
Zuid-Afrika ·
Zuid-Korea ·
Zweden ·
Zwitserland
Argentinië (1995) · 
Australië (2018) ·
Australië (2022) · 
België (2021) · 
Duitsland (1992) · 
Duitsland (2012) · 
Engeland (2021) · 
Finland (2021) · 
Frankrijk (2002) · 
Frankrijk (2018) · 
Japan (2010) · 
Kameroen (2010) · 
Kroatië (2018) · 
Nederland (2010) · 
Nederland (2012) · 
Peru (2018) · 
Portugal (2012) · 
Rusland (2021) · 
Senegal (2002) · 
Tsjechië (2021) · 
Uruguay (2002) · 
Wales (2021)